# Anthurium longistipitatum
Anthurium longistipitatum är en kallaväxtart som beskrevs av Thomas Bernard Croat. Anthurium longistipitatum ingår i släktet Anthurium och familjen kallaväxter. Inga underarter finns listade.